# Губінський потік
Губінський потік (словац. Hubinský potok) — річка; притока Стрєборниці, протікає в окрузі П'єштяни.
Довжина приблизно 4.9 км. Витік знаходиться в масиві Повазький Іновець  - схил гори Скалка - на висоті приблизно 280 метрів.
Протікає територією сіл Губіна і Моравани-над-Вагом. Впадає в Стрєборницю на висоті близько 180 метрів.